# Хода Леонід Олексійович
Леоні́д Олексі́йович Хода (нар. 29 серпня 1975, Закарпатська область) — український військовослужбовець, полковник Збройних Сил України, учасник російсько-української війни. Герой України (2022).

## Життєпис
1998 року закінчив Київський інститут Сухопутних військ за спеціальністю танкіст-інженер.
Потім проходив військові курси з підвищення кваліфікації. Брав участь у міжнародних навчаннях. Дослужився до начальника штабу, але 2004 року звільнився через скорочення армії.
Після звільнення зі Збройних Сил України створив свою будівельну компанію, мав міжнародні замовлення, та почав працювати за кордоном. 
З початком Революції гідності повернувся в Україну. 
Після початку російської агресії на сході України у 2014 році повернувся до складу Збройних Сил України, де брав участь у формуванні 4-го батальйону територіальної оборони «Закарпаття», який згодом увійшов до складу 128-ї окремої гірсько-штурмової бригади. Починав із посади заступника командира батальйону, потім став командиром батальйону, потім заступником командира 128-ї бригади.
За період 2014—2016 років разом з підпорядкованим батальйоном перебував у Станиці Луганській, аеропорту Донецька та Маріуполі. Всі вісім років постійно перебував у зоні АТО/ООС.
До 2020 року — заступник командира 128-ї окремої гірсько-штурмової Закарпатської бригади. З 19 вересня 2020 року — командир 1-ї окремої танкової Сіверської бригади
Під час російського вторгнення в Україну 2022 року стримував наступ противника в Чернігівській області. За період війни під його командуванням знищено понад 50 бойових машин та особовий склад противника.
Після Чернігівської області брав участь у боях на Запоріжжі, в Кураховому, Сєвєродонецьку та Лисичанську.
У серпні 2024 року передав командування 1 ОТБр підполковнику Олегові Могульскому.

## Нагороди
- звання Герой України з врученням ордена «Золота Зірка» (10 березня 2022) — за особисту мужність і героїзм, виявлені у захисті державного суверенітету та територіальної цілісності України, вірність військовій присязі[6];
- почесний громадянин міста Чернігова (21 вересня 2022)[7][8].

## Військові звання
- полковник (на 10.03.2022);
- підполковник (на 19.09.2020).